# Chuck Swirsky
Chuck Swirsky (né le 30 janvier 1954 à Norfolk, Virginie, États-Unis) est un commentateur sportif canado-américain. Descripteur des matchs de basket-ball des Bulls de Chicago de la NBA, il décrit de 1998 à 2008 les matchs des Raptors de Toronto.

## Biographie
Né en Virginie, Chuck Swirsky grandit dans l'État de Washington. Établi pendant une décennie au Canada, il ajoute à sa citoyenneté américaine la citoyenneté canadienne durant l'hiver 2007-2008.
Journaliste sportif à WCFL-AM à Chicago de 1979 à 1981, Chuck Swirsky est de 1980 à 1983 l'annonceur maison au Chicago Stadium, où les Bulls de Chicago de la NBA jouent à l'époque leurs matchs locaux. Il assure aussi la description de matchs des Blue Demons de l'université DePaul. En 1981, il rejoint la radio de WGN-AM, à Chicago toujours, et y travaille jusqu'en 1994, année où il quitte pour devenir directeur des sports de la radio WJR à Détroit, poste qu'il occupe jusqu'en 1998.
Durant ses longues années à Chicago, Swirsky est mentionné dans l'un des deux incidents de piratage de signaux de télévision perpétrés le 22 novembre 1987 par un individu qui apparaît à l'écran le visage caché par un masque de Max Headroom. Le premier incident survient à WGN-TV, station de télévision associée à la radio WGN AM 720 où travaille Swirsky, mais le journaliste est mentionné dans le second incident, qui interrompt un épisode de Doctor Who à la chaîne WTTW. L'individu à l'écran tient des propos décousus et sans apparente logique et lance, entre autres : « I think I'm better than Chuck Swirsky, frickin Liberal! » (« Je pense que je suis meilleur que Chuck Swirsky, foutu libéral ! »).
De la saison 1998-1999 à la saison 2007-2008, Chuck Swirsky décrit les matchs de basket-ball des Raptors de Toronto, d'abord à la radio, ensuite à la télévision à partir de 2001. Il devient très populaire à Toronto et anime The Chuck Swirsky Show, une émission sportive à la radio The Fan 590 jusqu'en juillet 2008.
Après une décennie à l'antenne, il annonce son départ en mai 2008. Retourné en Illinois, là où il avait commencé sa carrière, Swirsky décrit les matchs des Bulls de Chicago depuis la saison 2008-2009 à la radio WMVP.
En mai 2015, il décrit pour la première fois en 36 ans un match de baseball alors qu'il est à la télévision WGN remplaçant de Ken Harrelson à la diffusion des matchs des White Sox de Chicago de la Ligue majeure de baseball.